# Kuélap
Kuélap, o Cuélap, es un importante sitio arqueológico preinca ubicado en los Andes nororientales de Perú, en la Provincia de Luya. Fue construido por la cultura Chachapoyas.
Forma un conjunto arquitectónico de piedra de grandes dimensiones caracterizado por su condición monumental, con una gran plataforma artificial, orientada de sur a norte, asentada sobre la cresta de roca calcárea en la cima del Cerro Barreta (a 3000 m s.n.m.). La plataforma se extiende a lo largo de casi 600 metros y tiene como perímetro una muralla que en algunos puntos alcanza 19 metros de altura.
Se estima que su construcción debió iniciarse hacia el siglo XI, coincidiendo con el periodo de florecimiento de la cultura Chachapoyas, y su ocupación debió culminar hacia mitades del siglo XVI. Sus colosales murallas y su compleja arquitectura interior son evidencias de su función como un conjunto poblacional bien organizado, que incluye recintos de índole administrativa, religiosa, espacios ceremoniales y de residencia permanente.
Desde 2013, ha sufrido una serie de inestabilidades estructurales que culminaron con el derrumbe de un segmento del muro perimetral abril de 2022.
El Ministerio de Cultura, con el apoyo de expertos e investigadores peruanos y extranjeros, puso en marcha medidas de conservación de emergencia e investigaciones científicas con el objetivo de prevenir nuevos derrumbes estructurales e identificar sus causas.

## Ubicación y acceso
El complejo arqueológico de Kuélap está ubicado en el departamento de Amazonas, provincia de Luya. Se accede desde la carretera del distrito de Leimebamba, dejando la carretera asfaltada a la altura de Nuevo Tingo, cercano a la ribera del río Utcubamba, donde el camino prosigue por vía carrozable en ascenso, hasta llegar a una planicie en las proximidades del monumento, donde se encuentra un sendero que lleva directamente a la Ciudadela. También es posible el acceso por un sendero empinado que parte del poblado de El Tingo, cercano a la ribera del Utcubamba, con un recorrido de 8,9 kilómetros y un desnivel de 1200 metros. Desde el 2 de marzo de 2017 se puede acceder al complejo con el uso de los teleféricos.

## Descubrimiento
Este monumental exponente de la arquitectura de los chachapoyas permaneció virtualmente ignorado hasta 1843. La razón estriba en lo poco accesible de la zona que es boscosa y objeto de permanentes lluvias. Sin embargo, el 31 de enero del año referido, al realizar una diligencia en la zona, Juan Crisóstomo Nieto, juez de Chachapoyas, pudo admirar su grandeza guiado por lugareños que ya conocían el sitio arqueológico. Este hecho puede ser considerado como el "descubrimiento" de Kuelap.
Con posterioridad, Kuélap mereció la atención de algunos estudiosos y curiosos en materia de antigüedades. Entre ellos descuella el francés Louis Langlois, que lo analizó en la década de los años 1930, y Adolf Bandelier, que lo describió con anterioridad. No obstante, ha sido el arqueólogo e historiador peruano Federico Kauffmann Doig quien más tiempo dedicó al estudio e investigación del sitio y de la cultura Chachapoyas.

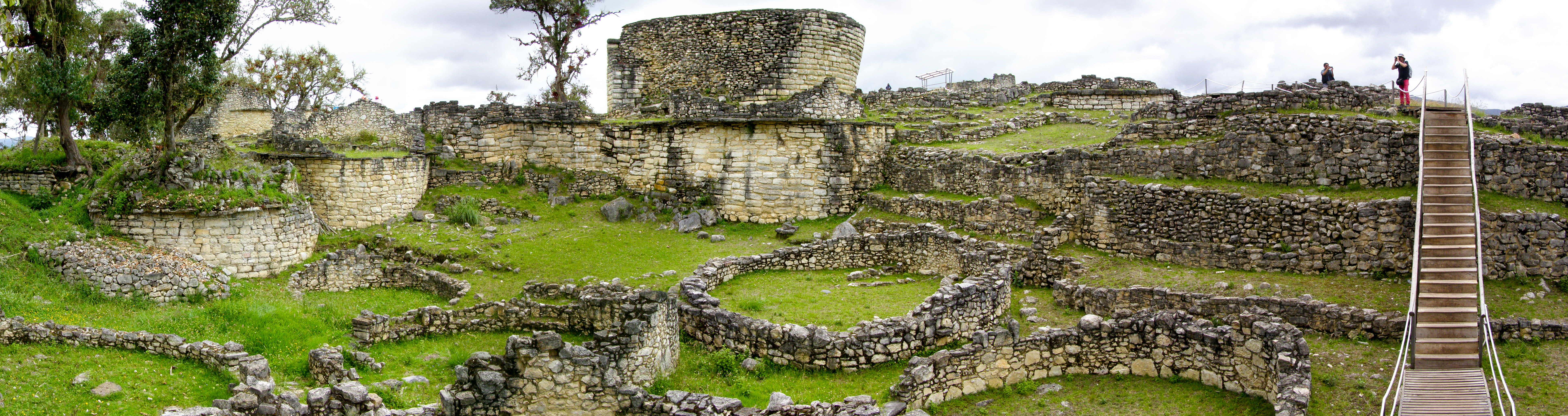
Fachada de la fortaleza de Kuélap.

## Descripción

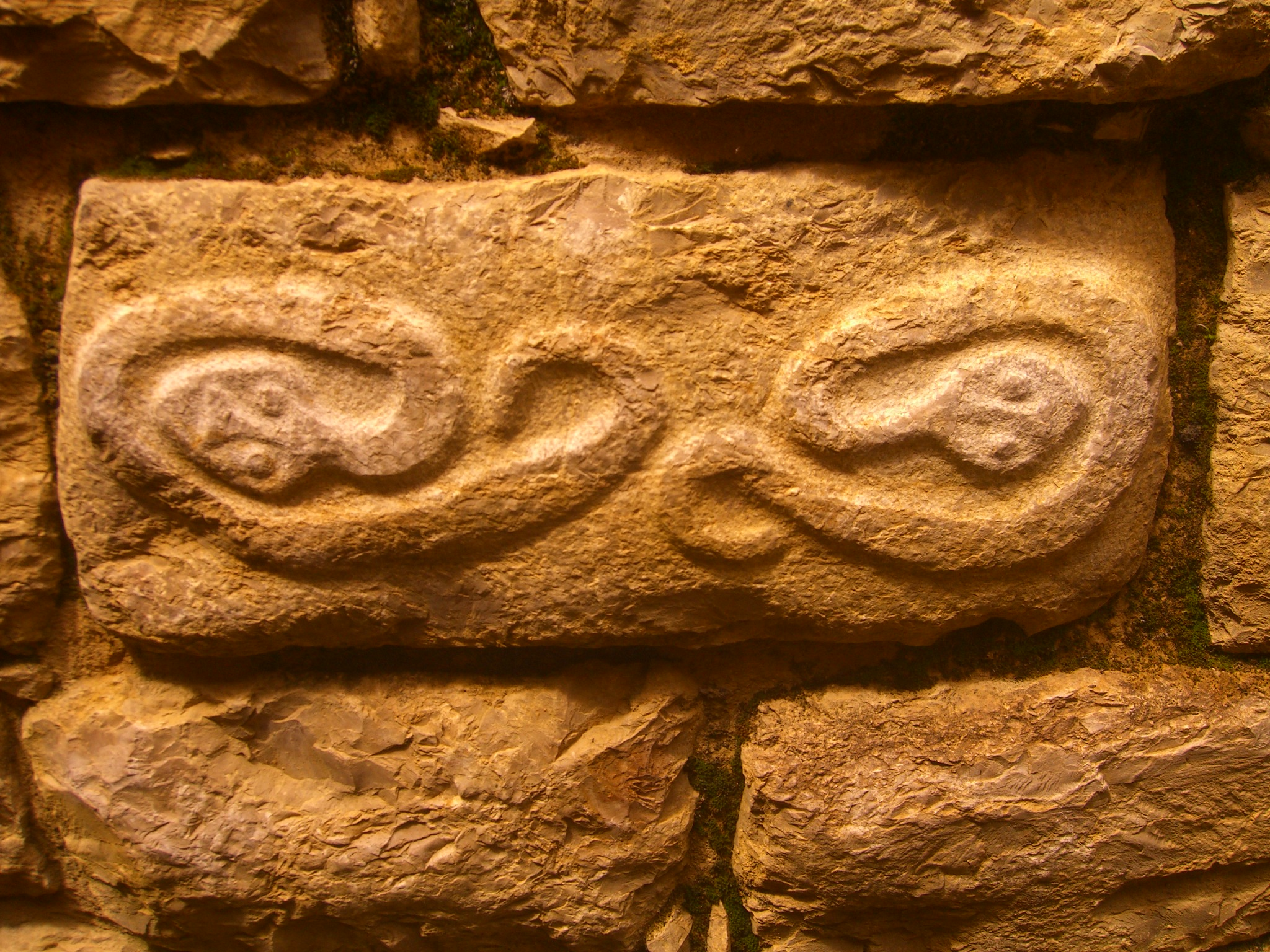
Frisos en piedra.

Acceso principal 

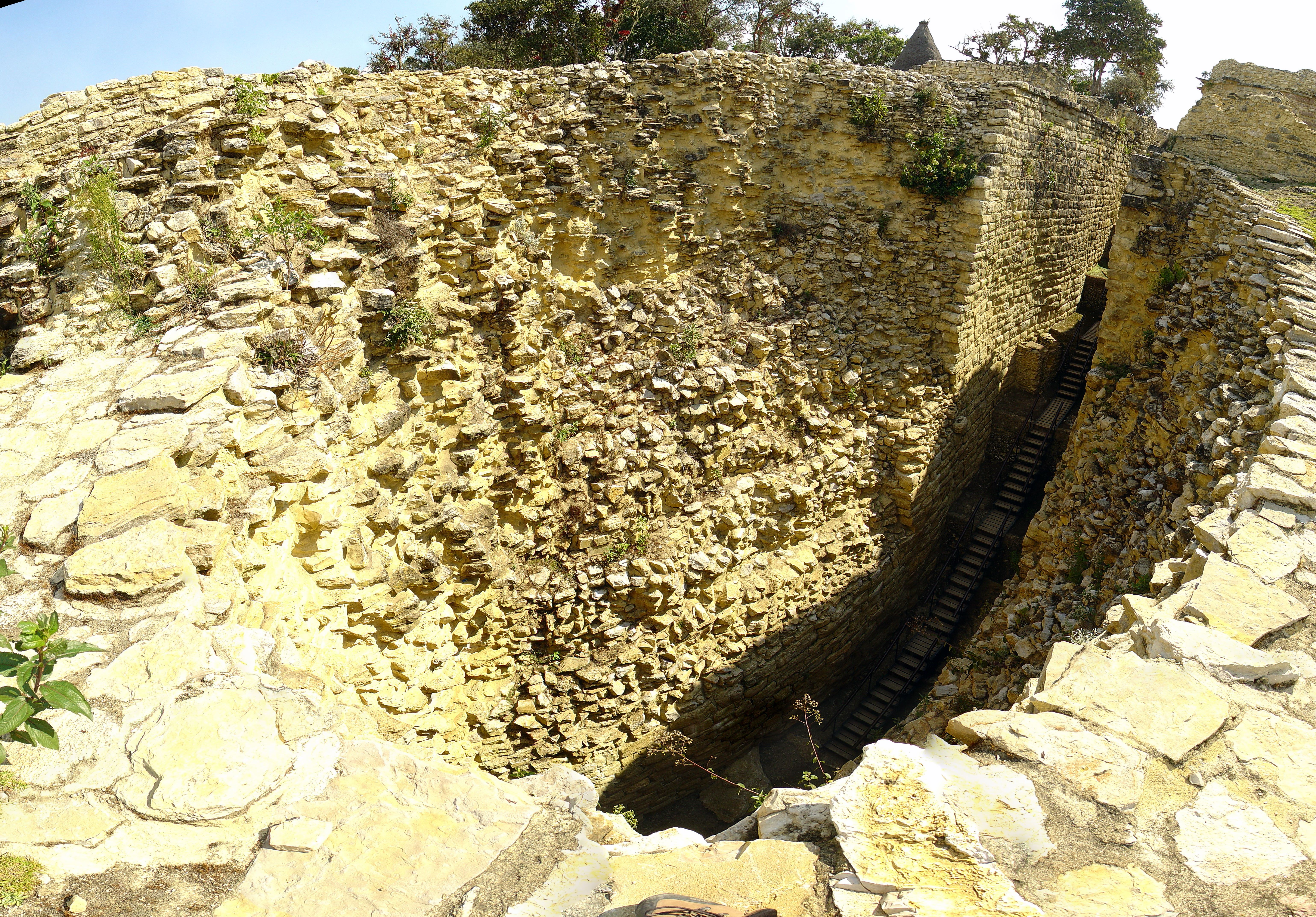
Una de las tres entradas estrechas a la fortaleza.

La entrada principal se usó para personajes de alto estatus, no solamente por su forma y detalles arquitectónicos, sino además, por la ubicación de numerosos bloques de piedra en su construcción que fueron ornamentados con diversos símbolos de tipo religioso que incluyen rostros y animales míticos, serpientes y símbolos de profundo contenido religioso. En este acceso se han mantenido los testimonios del proceso de crecimiento del sitio, incluyendo grandes capas de relleno que permitieron de manera sucesiva la extensión del acceso, tanto en altura como su crecimiento hacia el interior. 
Templo Mayor
El Templo Mayor es uno de los centros sagrados de mayor importancia para el monumento. Este edificio, en la forma de un cono truncado invertido, tiene 13.5 m de diámetro en su parte superior, en la cual se han registrado numerosas evidencias de ofrendas diversas en rituales complejos que incluyó el colocar huesos humanos dentro del recipiente interior, que se convirtió así en un gran osario. En torno al edificio se han encontrado diversas entierros humanos y ofrendas que proceden desde la costa norte, como desde la sierra de Ayacucho en el sur y Cajamarca en la sierra norte.   
Plataforma circular
La Plataforma Circular, ubicada inmediatamente sobre la muralla sur del sitio, tuvo una función íntimamente vinculada con el Templo Mayor. En esta plataforma debió residir el personaje que tuvo bajo su responsabilidad el funcionamiento del templo. El final de la historia ocupacional de Cuélap, se relaciona con una masacre de grandes proporciones que ocurrió de manera exclusiva dentro de los límites de esta plataforma, que no incluyó mujeres, pero que fue realizada por un grupo local bien organizado, en el marco de un conflicto por el poder. Este hecho fue seguido de un gran incendio que marca los días finales de ocupación del sitio. Tan triste acontecimiento debió ocurrir alrededor de 1570, cuando se establece el sistema de reducciones de indios por el poder colonial español. En el centro de esta plataforma hubo un osario semejante al que se registró en la parte superior y central del Templo Mayor. 
Pueblo Alto 
El Pueblo Alto se ubica en la parte norte y oeste del sitio y tiene una muralla que lo delimita y separa del resto del asentamiento. Tiene tres sectores bien definidos, a los cuales se accede por dos lugares, uno que permite ingresar al sector norte y central y el otro que permite el acceso solamente al sector sur, de carácter básicamente residencial.
Tumba inca del Pueblo Alto Sur 

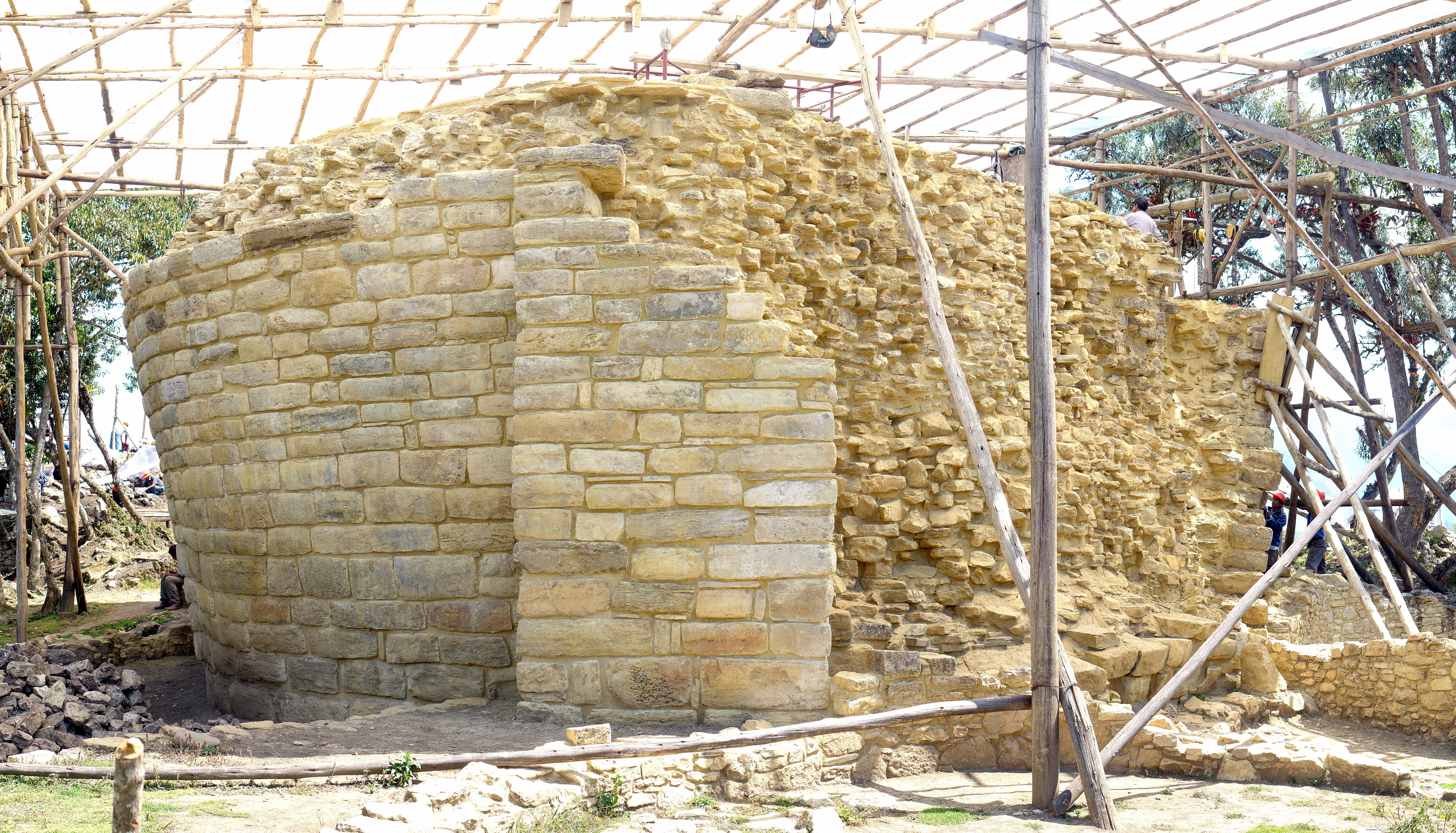
El Tintero.

Dentro de una estructura especial se descubrió una tumba inca, de un personaje adolescente, con ofrendas de alta calidad, que incluye fina cerámica, objetos de madera muy destruidos y una nariguera de metal. Es posible que se trate de una ofrenda del tipo Capacocha, costumbre inca en los centros de mayor importancia religiosa del imperio.
Sector Central del Pueblo Alto
Este sector debió cumplir una función pública durante los últimos momentos de ocupación. Por esta razón, solamente cuenta con tres estructuras de formas cuadradas y rectangulares, de época inca, que se superponen a estructuras circulares más antiguas. En el extremo sur de este sector, se ubica una estructura cuadrangular muy destruida, que contenía numerosos entierros humanos primarios y secundarios. Este edificio debió tener un techo a dos o a cuatro aguas. Debajo de ella hay evidencias de edificios más antiguos.  
Callanca

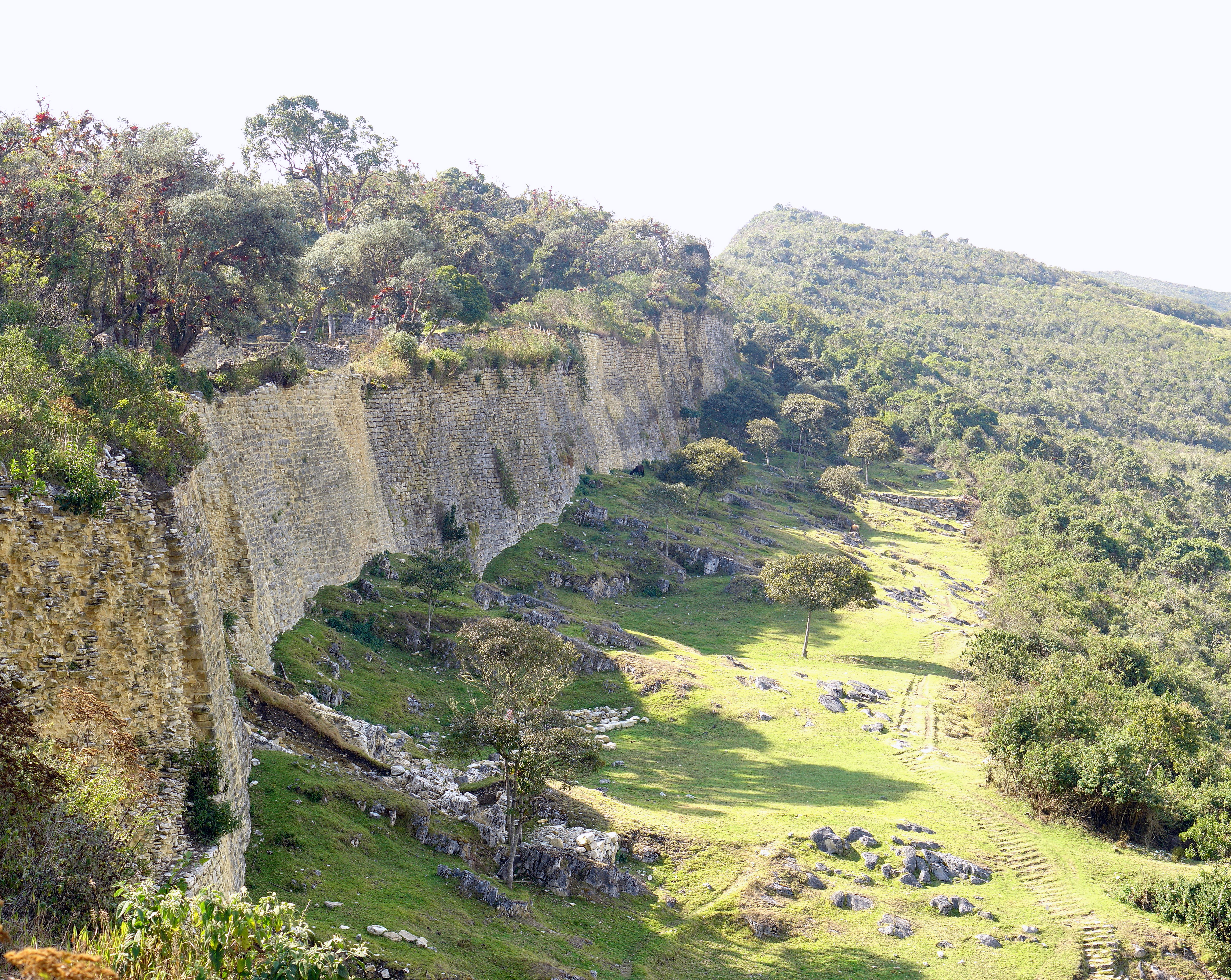
Vista de Kuélap.

Este es un edificio de época inca. Es el más grande del sitio, es de forma rectangular y ha sido propuesta su función como Callanca, un edificio que servía durante la época inca para propósitos ceremoniales bajo techo, pero también como hospedaje para viajeros o invitados.
El Torreón 
Edificio sólido de tipo ceremonial ubicado en el extremo norte del sitio, forma parte del sector norte del Pueblo Alto y colinda con un abismo inaccesible hacia el lado oeste. En la parte superior se encontraron centenares de piedras de naturaleza caliza que fueron redondeadas para ser utilizadas como proyectiles para honda, los que debieron ser utilizados para propósitos ceremoniales, ya que para propósitos defensivos no cumplía un papel significativo. Si se utilizaron hondas, el espacio superior solo debió permitir la presencia de muy pocas personas, tal vez una sola que las arrojaba hacia el oeste, ya que hacia el este, los techos de las casas vecinas impedía la visibilidad

## Antigüedad y abastecimiento
Es evidente que Kuélap es un monumento anterior al Imperio inca. Considerando su carácter monumental, es indudable que debió desempeñar un papel protagónico en el pasado de la cultura chachapoyas. En efecto, la arquitectura de Kuélap es en términos generales, la misma que se halla dispersa en el área cultural de los chachapoyas. Lo que no se ha podido precisar hasta ahora es en qué momento del largo proceso de desarrollo de la cultura chachapoyas, cuyos inicios podrían remontarse al siglo VIII, fue levantado el monumento de Kuélap. Asimismo, se desconoce el tiempo que perduró su florecimiento y cuándo y por qué fue abandonado.
Hay otros aspectos que no han podido ser dilucidados, como el transporte de los bloques de piedra hasta lo alto de la montaña y la habilidad de los arquitectos involucrados en la construcción, que supieron dotarla de un sofisticado sistema de drenaje del agua de las lluvias. En la actualidad, por estar obstruidos sus conductos, el monumento se ha ido "hinchando". Al dilatarse la gran plataforma, las piedras de las murallas que la revisten van desprendiéndose. Tampoco ha quedado aclarado cómo se llevaba a cabo el suministro de agua para sus moradores; tal vez algunos de los recintos carentes de acceso hayan servido como reserva. Los demás recintos, en su gran mayoría, debieron ser almacenes de alimentos a la manera de los tambos incaicos, en los que se solía edificar un conglomerado de graneros.

## Función
En cuanto a la función para la que se construyó Kuélap, también se carece de una respuesta  satisfactoria. Popularmente, el monumento es calificado de "fortaleza", por su ubicación y por la solidez y altura de sus muros. Adolf Bandelier, y especialmente Louis Langlois, trataron de demostrar que Kuélap, más que fortaleza, habría podido ser un lugar fortificado destinado a servir de refugio a la población en casos de emergencia. Le atribuyeron, probablemente por analogía, el mismo papel que desempeñaron los burgos en la Europa medieval.
Los altos muros que enchapan la plataforma y la estrechez del acceso a la ciudadela en su tramo final sugieren, en efecto, que el monumento de Kuélap pudo construirse con miras a servir como reducto defensivo, o que por lo menos debió ser un sitio protegido de los intrusos. Pero esta posibilidad no necesariamente anula otras interpretaciones, acaso de mayor trascendencia.
Así, teniendo en cuenta la función desempeñada por la arquitectura monumental en el pasado arqueológico peruano en general, la cual estuvo relacionada con las necesidades socioeconómicas motivadas por el medio, puede concluirse que Kuélap pudo básicamente ser un santuario precolombino en el que residía una poderosa aristocracia cuya misión primaria era administrar la producción de los alimentos, recurriendo para ello al mando y a prácticas mágicas, a fin de contar con la colaboración de los poderes sobrenaturales que gobernaban los fenómenos atmosféricos, que, de no ser bien honrados, podían hacer llover en exceso o azotar a los hombres con sequías que pudieran hacer peligrar su existencia.